# Carmella DeCesare
Carmella DeCesare, född 1 juli 1982 i Avon Lake i Ohio, är en amerikansk fotomodell och skådespelare. Hon var Playboys Playmate of the Month i april 2003 och Playmate of the Year 2004.